# Andy Haldane
Andrew G. Haldane (Reino Unido, 18 de agosto de 1967) é um economista britânico e diretor executivo de análise e estatística monetária do Banco da Inglaterra. Em 2014, apareceu na lista de 100 pessoas mais influentes do ano pela Time.